# MV Dara
El MV Dara era un buque de pasajeros con sede en Dubái, construido en 1948 por Barclay, Curle & Co. Ltd., un astillero en Glasgow, Escocia. El buque de 120 metros y cuatro cubiertas viajó principalmente entre el Golfo Pérsico y el subcontinente indio, transportando pasajeros expatriados que estaban empleados en el Golfo.
El Dara se hundió en el Golfo Pérsico el 8 de abril de 1961, como resultado de una poderosa explosión que causó la muerte de 238 de las 819 personas a bordo en el momento del viaje, incluidos 19 oficiales y 113 tripulantes. Otras 565 personas fueron rescatadas durante una operación por una lancha de desembarco de tanques del ejército británico, varios buques de la Marina Real Británica y varios buques mercantes británicos y extranjeros.

## Atentado y naufragio
El barco zarpó de Bombay el 23 de marzo, en un viaje de ida y vuelta a Basora, fondeando en puertos intermedios. Llegó a Dubái el 7 de abril y estaba descargando carga, embarcando y desembarcando pasajeros cuando se levantó el viento, alcanzando rápidamente fuerza 7 (Beaufort), impidiendo continuar con sus tareas. El Dara había sido golpeado por otro barco que había perdido el ancla en el mal tiempo y el Capitán Elson decidió sacar el barco del puerto para afrontar la tormenta. Debido a las condiciones, no había habido tiempo para desembarcar a aquellas personas a bordo que no tenían la intención de viajar, incluidos familiares y amigos que despedían pasajeros, estibadores y varios funcionarios de aduanas e inmigración.
Aproximadamente a las 04.30 del 8 de abril de 1961, una gran explosión golpeó el lado de babor de la carcasa del motor entre las cubiertas, pasando a través del mamparo del motor y dos cubiertas superiores, incluida la sala principal. La explosión había ocurrido cuando el Dara regresaba al puerto y comenzó una serie de grandes incendios. La explosión afectó a todos los sistemas eléctricos, de agua contra incendios y de dirección, el fuego se propagó rápidamente, ayudado por el viento, y el capitán ordenó la evacuación del barco.
El lanzamiento de los botes salvavidas fue caótico en los mares agitados, y un testigo describió el vuelco de un bote salvavidas abarrotado debido a la altura de las olas. Un segundo bote salvavidas había sido dañado antes durante la tormenta, este bote salvavidas enfermo sería luego interceptado por el bote salvavidas de un petrolero noruego. En ese momento había varios barcos cerca y la ayuda era brindada por barcos británicos, alemanes y japoneses en las cercanías, así como también barcos que viajaban desde Dubái, Sharjah, Ajman y Umm Al Qawain.
Un edificio de hotel casi terminado en Dubái fue tomado como centro de recepción para los heridos, y muchos sufrieron quemaduras, exposición y heridas por fragmentos metálicos voladores. La marea de heridos abrumó al Hospital Al Maktoum y las estaciones de campo se abrieron en el bloque de oficinas de la Aduana de Sheikh Rashid. En los días siguientes, tres fragatas británicas y un destructor estadounidense enviaron grupos a bordo del Dara para extinguir los incendios, y el buque de salvamento de Glasgow Ocean Salvor se llevó el barco, pero se hundió a las 09.20 el 10 de abril de 1961.
Se cree que la explosión fue causada por un dispositivo explosivo colocado deliberadamente, plantado por un grupo rebelde omaní o insurgentes individuales. Un tribunal del Almirantazgo británico concluyó, más de un año después del desastre, que una mina antitanque, "colocada deliberadamente por una persona o personas desconocidas", había "casi seguramente" causado la explosión. El procurador general británico sir John Hobson, testificando ante el tribunal, dijo que los combatientes en la Rebelión de Dhofar probablemente fueron los responsables, ya que previamente sabotearon los activos británicos. Sin embargo, nunca se han proporcionado pruebas forenses para demostrar sin lugar a dudas que una bomba fue la causa. El naufragio se encuentra a una profundidad de 15 metros (49 pies).